# Madison (Indiana)
Madison è una città degli Stati Uniti d'America, capoluogo della Contea di Jefferson, nello Stato dell'Indiana.
La popolazione era di 12.004 abitanti nel censimento del 2000.